# Kalle Peronkoski
Kalle Peronkoski, también conocido como K. Peronkoski y Karl Perón (16 de mayo de 1908 – 6 de febrero de 1974), fue un cineasta y director de fotografía finlandés.

## Biografía
Su verdadero nombre era Karl-Fredrik Valter Perón, y nació en Hanko, Finlandia. Inició su carrera cinematográfica a principios de los años 1930 como ayudante de fotografía. Su primer trabajo como director fue el cortometraje Pellon perkaajia ja karjan kaitsijoita (1937). En Lapatossussakin (1937) trabajó como ayudante de fotografía, siendo ya director de fotografía en Tavaratalo Lapatossu & Vinskissä (1940). Durante la Segunda Guerra Mundial trabajó como fotógrafo para Departamento de Información del Ejército de Finlandia.
Peronkoski recibió el Premio Jussi en tres ocasiones: en 1948 por Naiskohtaloita, en 1956 por Silja – nuorena nukkunut, y en 1959 por Mies tältä tähdeltä.
Kalle Peronkoski falleció en Helsinki, Finlandia, en el año 1974.

## Filmografía (selección)
- 1961 : Tulipunainen kyyhkynen
- 1960 : Taistelujen tie
- 1955 : Säkkijärven Polkka
- 1952 : Maailmat kohtaavat
- 1951 : Kvinnan bakom allt
- 1949 : Ruma Elsa